# Salsoloideae
Salsoloideae  é uma  subfamília botânica da família Amaranthaceae.

## Gêneros
- Salsola
- Suaeda
- Halothamnus